# Bayerische Armeebibliothek
Die Bayerische Armeebibliothek ist eine wissenschaftliche Spezialbibliothek in Ingolstadt, deren Bestandsgeschichte auf das Jahr 1822 zurückgeht, als sie als Königlich Bayerisches Hauptkonservatorium der Armee gegründet wurde.
Sie fungiert heute als Museumsbibliothek des im Neuen Schloss beheimateten Bayerischen Armeemuseums und wird mit ihrem einzigartigen historischen, zum Teil ergänzten, Bestand durch den Freistaat Bayern erhalten. In der Bibliothek werden ca. 110.000 Bände und 20.000 Kartenwerke in den Gebieten Militärwissenschaft und -geschichte, Allgemeine Geschichte sowie Kunstgeschichte gesammelt, insbesondere Werke über die Bayerische Armee. Genutzt werden kann die Bibliothek als Präsenzbibliothek; sie ist Mitglied im Bibliotheksverbund Bayern.
Derzeitiger Bibliotheksleiter ist der Historiker Daniel Hohrath.

## Geschichte

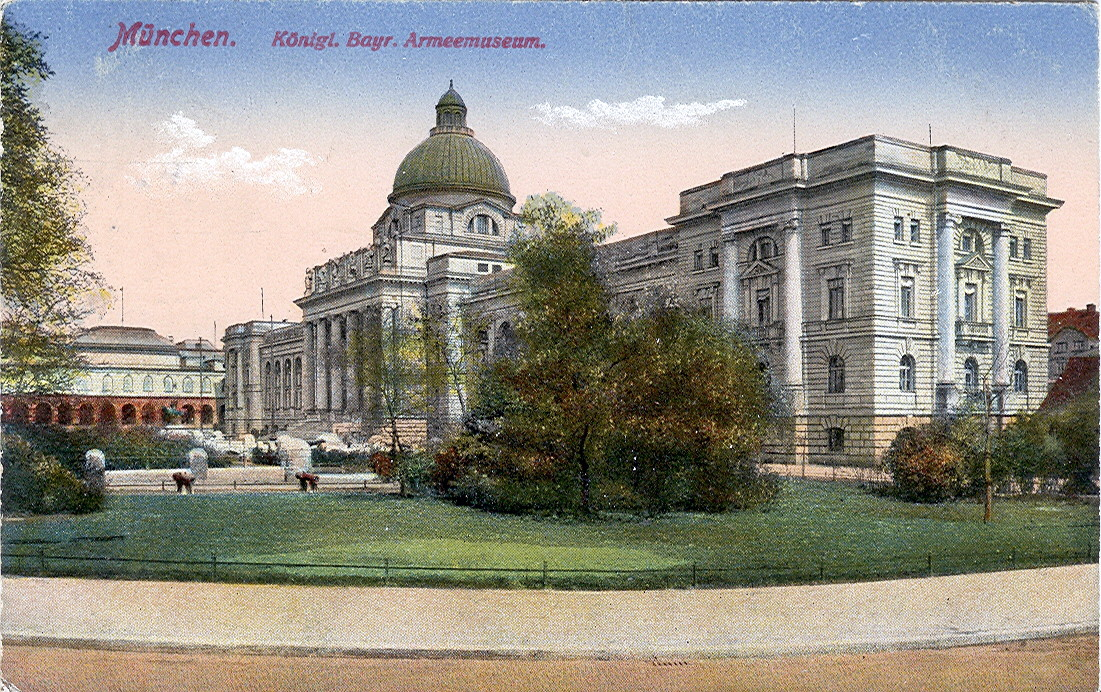
Ehemaliger Sitz des Bayerischen Armeemuseums und der Armeebibliothek im Hofgarten der Münchner Residenz (um 1917)

Die Armeebibliothek stützte sich ursprünglich auf den Bestand der Bibliothek des Geheimen Kriegsarchivs, die 1804 gegründet wurde. Am 30. September 1822 wurde sie als Königlich Bayerisches Hauptkonservatorium der Armee gegründet. 1826 integrierte man die Bibliotheken des Statistisch-Topographischen Bureaus (heute: Bayerisches Landesamt für Statistik) und des Bayerischen Kadettenkorps. 1828 belief sich der Bestand auf fast 10.000 Bände. In der Folge erwarb die Bibliothek Sammlungen der Militärs Clemens von Raglovich (1836), Johann Friedrich Ferdinand Graf zu Pappenheim (1841) und Carl Theodor Prinz von Bayern (1875). Mitte des 19. Jahrhunderts übertraf der Bestand bereits die Wiener Armeebibliothek. 1895 wurde der Bibliotheksname in Königlich-Bayerische Armee-Bibliothek umbenannt. 1904 zog die bisher beim Bayerischen Generalstab untergekommene Bibliothek in den Nordflügel des Armeemuseums in München um, mittlerweile war der Buchbestand auf über 100.000 Exemplare angewachsen.
Mit dem Ende des Ersten Weltkrieges und der Auflösung der Bayerischen Armee (und der damit einhergehenden Eingliederung der Truppenverbände in die Reichswehr) 1919 wurde die Bibliothek als Münchner Zweigstelle der Deutschen Heeresbücherei in Berlin und 1922 als Armeebibliothek München weitergeführt. 1926 erfolgte die Rückgabe an den Freistaat Bayern und die Unterstellung unter das dortige Staatsministerium für Unterricht und Kultus. Außerdem wurde die Vereinigung mit der Bibliothek der Inspektion des Ingenieurkorps und der Festungen, der damals obersten Waffenbehörde, vorgenommen.
Im Zuge der nationalsozialistischen Zentralisierung wechselte sie 1936 als Wehrkreisbücherei VII in das Eigentum des Deutschen Reiches. Zuletzt fasste der Bestand ca. 200.000 Bände, zusätzlich der zahlreichen Handschriften und Blatt Karten. Wohl 80.000 Bände und 20.000 Karten wurden im Zweiten Weltkrieg (1943) in der Direktorenzeit von Otto Basler (1936–1945) an andere Standorte in Bayern ausgelagert. Dadurch überstanden Bücher, Karten und Atlanten unter kleinsten Verlusten die Kriegswirren.
Nach Kriegsende kamen einige zehntausend aus dem Münchner Hofgarten geborgene, von Wasserschäden gezeichnete, Bände in die Bayerische Staatsbibliothek in München, der Großteil aber wurde Anfang 1946 durch die US-amerikanischen Besatzungstruppen über die ehemalige Artilleriekaserne in Freising bei München in die USA, in die Library of Congress (LoC) in Washington, D.C., verbracht. Damit erlitt die Bibliothek zunächst einen fünfzigprozentigen Bestandsverlust, insbesondere in den Bereichen Theologie, Philosophie, Psychologie, Medizin und Technik. Die Handschriften und Inkunabeln verschwanden vollständig aus dem Bestand.
Nachdem sich das Bundesministerium der Verteidigung unter Franz Josef Strauß seit 1959 um Rückgabe der einstigen Kriegsbeute bemüht hatte, wurden in Bundesrepublik Deutschland 1962 ca. 80.000 Bände und 20.000 Karten und Pläne rück-überführt, wobei die LoC Bestände zurückbehalten sollte. Die in Bremerhaven per Frachttransport (Military Sea Transportation Service) eingetroffenen Kisten wurden sodann in die Münchner Wehrbereichsbibliothek VI verbracht. 1968 einigten sich der Bund und das Land (Bayern) am Ende eines langjährigen Rechtsstreits auf einen Vergleich, wonach das Eigentum dem Freistaat Bayern zugesprochen wurde und die BRD durch eine mindestens zehnjährige Leihgabe der Bayerischen Staatsbibliothek an die Wehrbereichsbibliothek VI Nutznießer des Bestandes wurde. Dort wurde mit der Ordnung und Zugänglichmachung begonnen, 1977 konnte ein Standortkatalog (in acht Bänden) übergeben werden.
Im Jahre 1978 erfolgte der Umzug in die Hochschule der Bundeswehr München nach Neubiberg bei München. Ohne offizielle Angabe von Gründen – der Freistaat wollte die Militärgeschichte in Ingolstadt zentralisieren und an die historische Einheit von Museum und Bibliothek anknüpfen – wurde 1981 fristgerecht der Vertrag für 1983 gekündigt. Der Bayerische Ministerrat unter Franz Josef Strauß entschied 1983 die Überführung der Bestände in das unter der Leitung von Ernst Aichner stehende Bayerische Armeemuseum nach Ingolstadt. Unterstützt wurde das Anliegen durch die Neue Deutsche Biographie, das Münchner Institut für Neuere Geschichte und die Bayerische Staatsbibliothek; dem standen u. a. die damaligen Bundestagsabgeordneten Franz Ludwig Schenk Graf von Stauffenberg und Martin Mayer, beide CSU, gegenüber. Anfang 1984 erfolgte der Umzug. 1985 vereinigte man die Bibliothek mit der 15.000 Bände umfassenden Amtsbibliothek des Armeemuseums und nahm erneut den Namen Bayerische Armeebibliothek an.
Die Bibliothek befindet sich heute in der ehemaligen Kriegsbäckerei des königlichen Proviantamtes in der Proviantstraße.

## Bestand
Teilweise kann der Bestand über den Bibliotheksverbund Bayern abgerufen werden; es sind ca. 25.000 Bestände gelistet:
- Militärwissenschaften (ca. 900 Titel)
  - Magazin für Ingenieure und Artilleristen
  - Bellona
  - Militärische Monatsschrift
  - Allgemeine Militär-Zeitung
  - Militaer-Handbuch des Königreichs Bayern
  - Rang-Liste der Königlichen Preussischen Armee u. a.
- Militärwesen, Militärgeschichte (ca. 7.300 Titel)
  - Dienstvorschriften = Sondersammlung u. a.
- Militärtechnik (ca. 2.400 Titel)
- Theorie der Kriegführung (ca. 2.000 Titel)
- Geschichte (ca. 4.600 Titel)
- Geographie (ca. 3.800 Titel)
- Sprach- und Literaturwissenschaft, Kunstgeschichte (ca. 2.300 Titel)
- Mathematik und Naturwissenschaften (ca. 1.000 Titel)
- Gesellschaftswissenschaften (ca. 400 Titel)
- Sonstiges: Theologie etc. (wenig vorhanden)